# Fajsal Dáchil
Fajsal Dáchil, také psáno Faisal Al-Dakhil nebo Al-Dakheel (arabsky فيصل الدخيل, *13. srpna 1957 Kuwait City) je bývalý kuvajtský fotbalista. Celou kariéru hrál za klub Qadsia SC, s nímž se stal mistrem Kuvajtu v letech 1975, 1976 a 1978. Zúčastnil se moskevské olympiády 1980, kde zaznamenal hattrick proti Nigérii a přispěl tak k postupu svého týmu do čtvrtfinále. Byl členem vítězného týmu na domácím mistrovství Asie ve fotbale 1980, kde skóroval pětkrát (dvakrát ve finále proti Jižní Koreji) a byl zařazen do ideální jedenáctky turnaje. Startoval také na mistrovství Asie ve fotbale 1976 (2. místo) a mistrovství Asie ve fotbale 1984 (3. místo). Reprezentoval i na mistrovství světa ve fotbale 1982, kde vstřelil v 59. minutě zápasu s Československem branku, která stanovila celkový výsledek 1:1. Kuvajťané nakonec skončili s jedním bodem na posledním místě základní skupiny. Svými výkony na šampionátu si Dáchil vysloužil nominaci do nejlepšího týmu světa, který se 7. srpna 1982 v New Yorku střetl v charitativním zápase ve prospěch UNICEF s výběrem Evropy (Evropané vyhráli 3:2). V anketě o nejlepšího asijského fotbalistu 20. století se umístil na 14. místě.